# Arkas Spor Kulübü 2016-2017 (pallavolo maschile)
Questa voce raccoglie le informazioni riguardanti l'Arkas Spor Kulübü nelle competizioni ufficiali della stagione 2016-2017.

## Organigramma societario
Area direttiva
- Presidente: Lucien Arkas

Area tecnica
- Allenatore: Glenn Hoag
- Allenatore in seconda: Fazıl Demirci
- Assistente allenatore: Tilen Kozamernik
- Scoutman: Murat Haktanır

## Rosa
| N° | Nome             | Ruolo | Data di nascita  | Nazionalità sportiva |
| -- | ---------------- | ----- | ---------------- | -------------------- |
| 1  | Tyler Sanders    | P     | 14 dicembre 1991 | Canada               |
| 2  | Muzaffer Yönet   | P     | 18 giugno 1997   | Turchia              |
| 5  | Maurício Silva   | S     | 4 febbraio 1989  | Brasile              |
| 6  | Michael Sánchez  | O     | 5 giugno 1986    | Russia               |
| 7  | Osman Durmaz     | C     | 9 settembre 1996 | Turchia              |
| 8  | Gökhan Gökgöz    | S     | 6 gennaio 1993   | Turchia              |
| 9  | Hakkı Çapkınoğlu | C     | 20 luglio 1990   | Turchia              |
| 10 | Mustafa Koç      | C     | 23 febbraio 1992 | Turchia              |
| 11 | Yiğit Gülmezoğlu | S     | 28 dicembre 1995 | Turchia              |
| 13 | João Paulo Bravo | S     | 7 gennaio 1979   | Brasile              |
| 14 | Hasan Sıkar      | C     | 18 maggio 1991   | Turchia              |
| 15 | Caner Ergül      | L     | 31 luglio 1994   | Turchia              |
| 17 | Muhammet Kaya    | P     | 7 febbraio 1995  | Turchia              |
| 18 | Ahmet Karataş    | L     | 31 marzo 1991    | Turchia              |
| 19 | Yiğit Onaylı     | S     | 30 maggio 1994   | Turchia              |

## Statistiche

### Statistiche di squadra
| Competizione     | Punti | In casa | In casa | In casa | In trasferta | In trasferta | In trasferta | Totale | Totale | Totale |
| Competizione     | Punti | G       | V       | P       | G            | V            | P            | G      | V      | P      |
| ---------------- | ----- | ------- | ------- | ------- | ------------ | ------------ | ------------ | ------ | ------ | ------ |
| Efeler Ligi      | 46,2  | 15      | 9       | 6       | 16           | 10           | 6            | 31     | 19     | 12     |
| Coppa di Turchia | -     | 0       | 0       | 0       | 0            | 0            | 0            | 1      | 0      | 1      |
| Champions League | 9     | 5       | 3       | 2       | 5            | 3            | 2            | 10     | 6      | 4      |
| Totale           | -     | 20      | 12      | 8       | 21           | 13           | 8            | 42     | 25     | 17     |

G = partite giocate; V = partite vinte; P = partite perse

### Statistiche dei giocatori
| Giocatore     | Efeler Ligi | Efeler Ligi | Efeler Ligi | Efeler Ligi | Efeler Ligi | Coppa di Turchia | Coppa di Turchia | Coppa di Turchia | Coppa di Turchia | Coppa di Turchia | Champions League | Champions League | Champions League | Champions League | Champions League | Totale | Totale | Totale | Totale | Totale |
| Giocatore     | P           | PT          | AV          | MV          | BV          | P                | PT               | AV               | MV               | BV               | P                | PT               | AV               | MV               | BV               | P      | PT     | AV     | MV     | BV     |
| ------------- | ----------- | ----------- | ----------- | ----------- | ----------- | ---------------- | ---------------- | ---------------- | ---------------- | ---------------- | ---------------- | ---------------- | ---------------- | ---------------- | ---------------- | ------ | ------ | ------ | ------ | ------ |
| J.P. Bravo    | 18          | 53          | 39          | 8           | 6           | 0                | 0                | 0                | 0                | 0                | 9                | 0                | 0                | 0                | 0                | 27     | 53     | 39     | 8      | 6      |
| H. Çapkınoğlu | 30          | 184         | 105         | 65          | 14          | 1                | 12               | 5                | 7                | 0                | 10               | 56               | 31               | 21               | 4                | 41     | 252    | 141    | 93     | 18     |
| O. Durmaz     | 6           | 5           | 4           | 0           | 1           | 0                | 0                | 0                | 0                | 0                | 3                | 2                | 1                | 1                | 0                | 9      | 7      | 5      | 1      | 1      |
| C. Ergül      | 16          | 0           | 0           | 0           | 0           | 1                | 0                | 0                | 0                | 0                | 1                | 0                | 0                | 0                | 0                | 18     | 0      | 0      | 0      | 0      |
| G. Gökgöz     | 30          | 308         | 258         | 28          | 22          | 1                | 12               | 10               | 1                | 1                | 10               | 123              | 103              | 14               | 6                | 41     | 443    | 371    | 43     | 29     |
| Y. Gülmezoğlu | 31          | 192         | 144         | 30          | 18          | 1                | 0                | 0                | 0                | 0                | 10               | 33               | 27               | 5                | 1                | 42     | 225    | 171    | 35     | 19     |
| A. Karataş    | 29          | 0           | 0           | 0           | 0           | 1                | 0                | 0                | 0                | 0                | 4                | 0                | 0                | 0                | 0                | 34     | 0      | 0      | 0      | 0      |
| M. Kaya       | 11          | 8           | 1           | 2           | 5           | 1                | 3                | 0                | 1                | 2                | 5                | 2                | 0                | 2                | 0                | 17     | 13     | 1      | 5      | 7      |
| M. Koç        | 31          | 246         | 166         | 72          | 8           | 1                | 2                | 2                | 0                | 0                | 10               | 64               | 47               | 16               | 1                | 42     | 312    | 215    | 88     | 9      |
| Y. Onaylı     | 2           | 2           | 1           | 1           | 0           | 0                | 0                | 0                | 0                | 0                | 0                | 0                | 0                | 0                | 0                | 2      | 2      | 1      | 1      | 0      |
| M. Sánchez    | 28          | 621         | 546         | 34          | 41          | 1                | 6                | 4                | 2                | 0                | 9                | 186              | 161              | 19               | 6                | 38     | 813    | 711    | 55     | 47     |
| T. Sanders    | 29          | 64          | 14          | 30          | 20          | 1                | 0                | 0                | 0                | 0                | 9                | 18               | 3                | 7                | 8                | 39     | 82     | 17     | 37     | 28     |
| M. Silva      | 30          | 391         | 326         | 37          | 38          | 1                | 8                | 8                | 0                | 0                | 10               | 103              | 88               | 6                | 9                | 41     | 502    | 422    | 43     | 47     |
| H. Sıkar      | 21          | 52          | 35          | 15          | 2           | 1                | 0                | 0                | 0                | 0                | 7                | 21               | 9                | 10               | 2                | 29     | 73     | 44     | 25     | 4      |
| M. Yönet      | 1           | 0           | 0           | 0           | 0           | -                | -                | -                | -                | -                | 0                | 0                | 0                | 0                | 0                | 1      | 0      | 0      | 0      | 0      |

P = presenze; PT = punti totali; AV = attacchi vincenti; MV = muri vincenti; BV = battute vincenti